# عينبة
عينبة (بالصومالية: Caynabo)‏ هي بلدة رئيسية في محافظة صول الغربية من أرض الصومال بالإضافة إلى المقر الإداري لعينابا. تشتهر عينبة بآبار الري والمياه العذبة الوفيرة والجيدة.

## التركيبة السكانية
في عام 2005، بلغ عدد سكان بلدة عينبة 75702 نسمة. يسكن البلدة عشيرتي يونس  و عمر جبريل التابعان هبر جعلو من قبيلة إسحاق.

## نظرة عامة

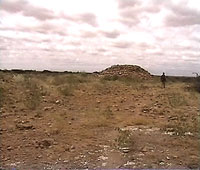
الآثار القديمة في عينبة

تقع عينبة على طريق معبدة مزدحمة تربط المدن الرئيسية في أرض الصومال في الصومال. وهي ثاني أكبر بلدة في محافظة صول في  أرض الصومال بعد لاس عانود. تقع المدينة تقريبًا في المركز بين برعو ولاس عانود، حيث تقع على بعد 127 كم و 124 كم من كلا المدينتين على التوالي. يُترجم اسم "عينابا" أو "عينابو" إلى اللون أسود في اللغة الصومالية.
عينبة هي موطن لبئر عينبة الشهيرة، والمعروفة في جميع أنحاء أرض الصومال وبين الصوماليين بشكل عام لعمقها ووفرة المياه فيها، والتي تجذب البدو من المناطق توجدير وسناج وصول المجاورة، وقد كانت موضوعًا للعديد من القصائد. 
تم العثور على صروح قديمة في عينبة. وأرض الصومال بشكل عام، هي موطن للعديد من هذه المواقع الأثرية والهياكل الصخرية، مع وجود فن صخري مماثل في هاد جودمو بيو كاس، دامبالين، داجا مارودي والعديد من المواقع الأخرى، في حين تم العثور على الصروح القديمة، من بين مدن أخرى، في شيخ، القديم، وحيس، و ميط، حيلان، قعبله، قمبول، و عيلايو. ومع ذلك، فإن العديد من هذه الهياكل القديمة لم يتم استكشافها بشكل صحيح بعد، وهي عملية من شأنها أن تساعد في إلقاء مزيد من الضوء على التاريخ المحلي وتسهيل الحفاظ عليها للأجيال القادمة.

## التاريخ

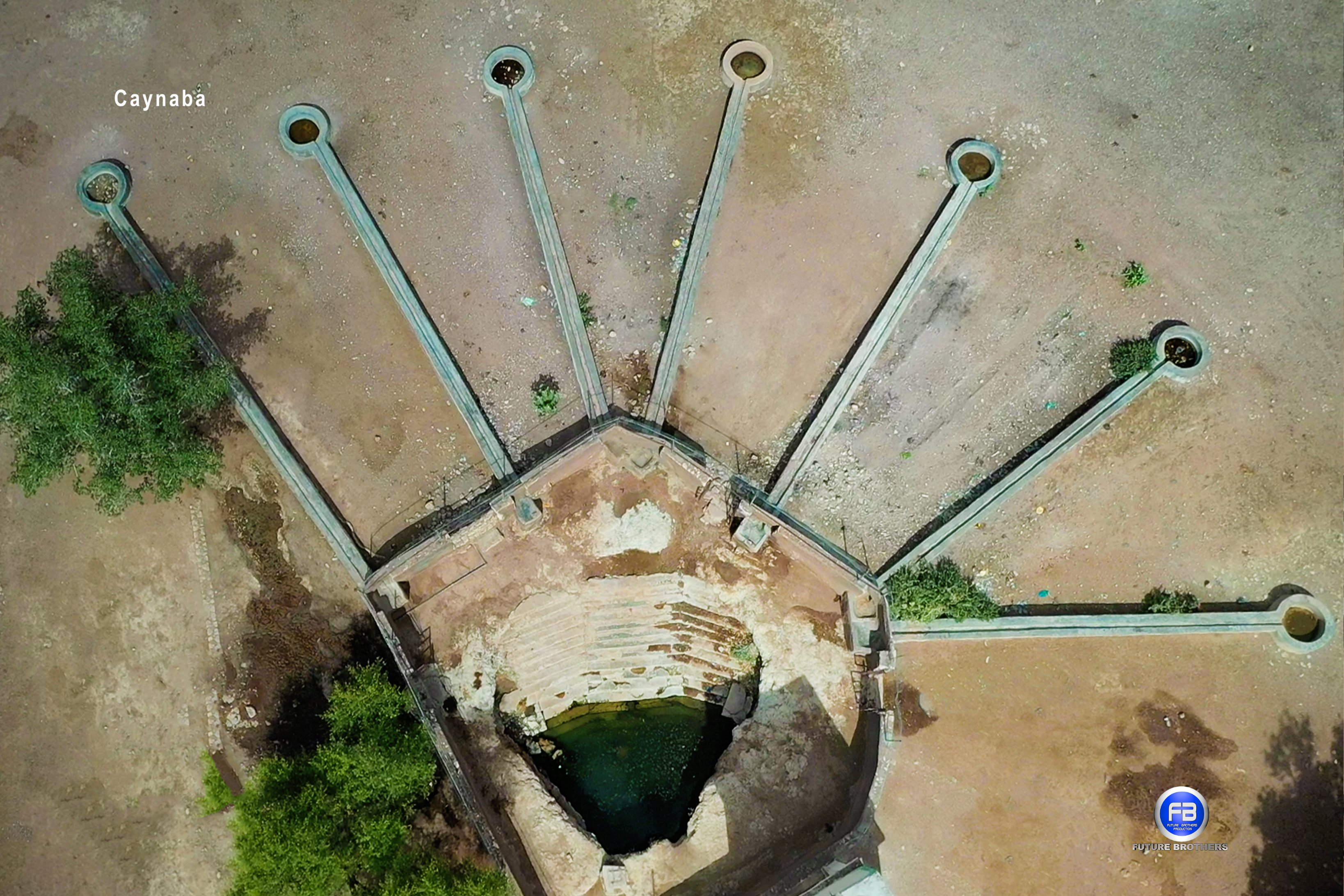
Caynaba,_Sool_region,_Somaliland

كانت عينابا المقر الرئيسي بمعسكر سوعاني بقيادة الشاعر والقائد العسكري كايت فقي.

### حركة الدراويش
كانت البلدة واحدة من العديد من المراكز  المحلية المؤقتة التي عملت حركة الدراويش منها، بقيادة الحاج سودي وشهدت المدينة أيضًا اشتباكات بين الطريقة الصوفية للحركة وبين الصالحية ومنافستها القادرية في عام 1955.

### سلسلة جوبا
بعد سلسلة انتصارات هبر جعلو على طولمهنتي بعد انهيار حركة الدراويش، حيث استولوا على العديد من الآبار وقلصوا خصومهم إلى حالة يرثى لها، بما في ذلك طردهم من عينبة ومنطقة عينبة بالأوسع، كما قام الشاعر الصومالي سلان عربي بتأليفه. قصيدة مفعمة بالتباهي أهداها إلى عينبة بعنوان "هداقسي".

### جفاف
بين عامي 1974 و 1975، حدث جفاف كبير عرف إليه باسم الجفاف المستمر في أرض الصومال ومنطقة بونتلاند الشمالية أيضًا في الصومال. قام الاتحاد السوفيتي، الذي حافظ في ذلك الوقت على علاقات استراتيجية مع حكومة سياد بري، بنقل حوالي 90.000 شخص من المناطق المدمرة في عينبة ومدينتي برعو و هوبيو. تم إنشاء مستوطنات صغيرة جديدة يشار إليها باسم دنوداكه بمعني المستوطنات الجماعية في محافظتي جوبا السفلى وجوبا الوسطى كما تم تعريف العائلات المزروعة بتقنيات الزراعة وصيد الأسماك، وهو تغيير عن أسلوب حياتهم التقليدي الرعوي المتمثل في رعي الماشية.

### النفط
المنطقة التي تقع فيها عينبة هي موطن Block SL10B / 13. في نوفمبر 2019، قدمت شركة جنرال للطاقة تقديرًا لإمكانات الكتلة. ويخلص إلى وجود نظام بترولي نشط والعديد من احتياطيات النفط المكدسة داخل الكتلة التي تضيف ما يصل إلى 1.3 مليار برميل من النفط. التطوير الكامل للحقل سيصل إنتاجه اليومي إلى 50.000 برميل من النفط. في ديسمبر 2021، وقعت الشركة صفقة مزرعة مع OPIC استثمار صوماليلاند، بدعم من شركة تايوانية، على كتلة SL10B / 13. وفقًا لجينيل، يمكن أن تحتوي الكتلة على أكثر من 5 مليارات برميل من الموارد المحتملة. 